# Єлюй Хунцзі
Єлюй Хунцзі (кит.: 耶律洪基; піньїнь: Yelü Hongji), храмове ім'я Дао-цзун (спрощ.: 辽道; кит. трад.: 遼道; піньїнь: Daozong; 14 вересня 1032 — 12 лютого 1101) — восьмий імператор династії Ляо.

## Життєпис
Зайняв трон 1055 року після смерті свого батька, Єлюй Цзунчженя. За його правління було завершено підготовку до видавництва буддійської Трипітаки. Також 1056 року було завершено будівництво пагоди Шак'ямуні.
Імператор Дао-цзун стикався з великою кількістю замахів на своє життя. 1063 року група киданів, розгніваних на те, що їхня судова система була підпорядкована китайській адміністрації, напала із засідки на імператора під час полювання. Втім напад було відбито, а змовників страчено. 1070 року імператор реорганізував правову систему Ляо для того, щоб узгодити відмінності між китайськими й киданьськими звичаями.
1075 року через інтриги одного з придворних чиновників, який переконав імператора в подружній зраді, була страчена імператриця, яка мала на Єлюй Хунцзі значний вплив. Пізніше той же чиновник домігся страти спадкоємця престолу. Однак 1083 року наміри придворного було викрито, після чого його також стратили, втім збитки, яких він завдав імперії, були непоправними.
Імператор витрачав значні кошти на свої палаци та буддійські храми. Народ був обурений високими податками, що призвело до заворушень. Особливої сили набули чжурчжені, які згодом повалили династію Ляо та заснували власну — Цзінь.
Єлюй Хунцзі помер 1101 року. Трон успадкував його онук, Єлюй Яньсі — останній правитель династії Ляо.

## Девізи правління
- Ціннін (清寧) 1055—1064
- Сяньюн (咸雍) 1065—1074
- Дакан (大康) 1075—1084
- Даань (大安) 1085—1094
- Шоучан (壽昌) 1095—1101